# Compass Airlines

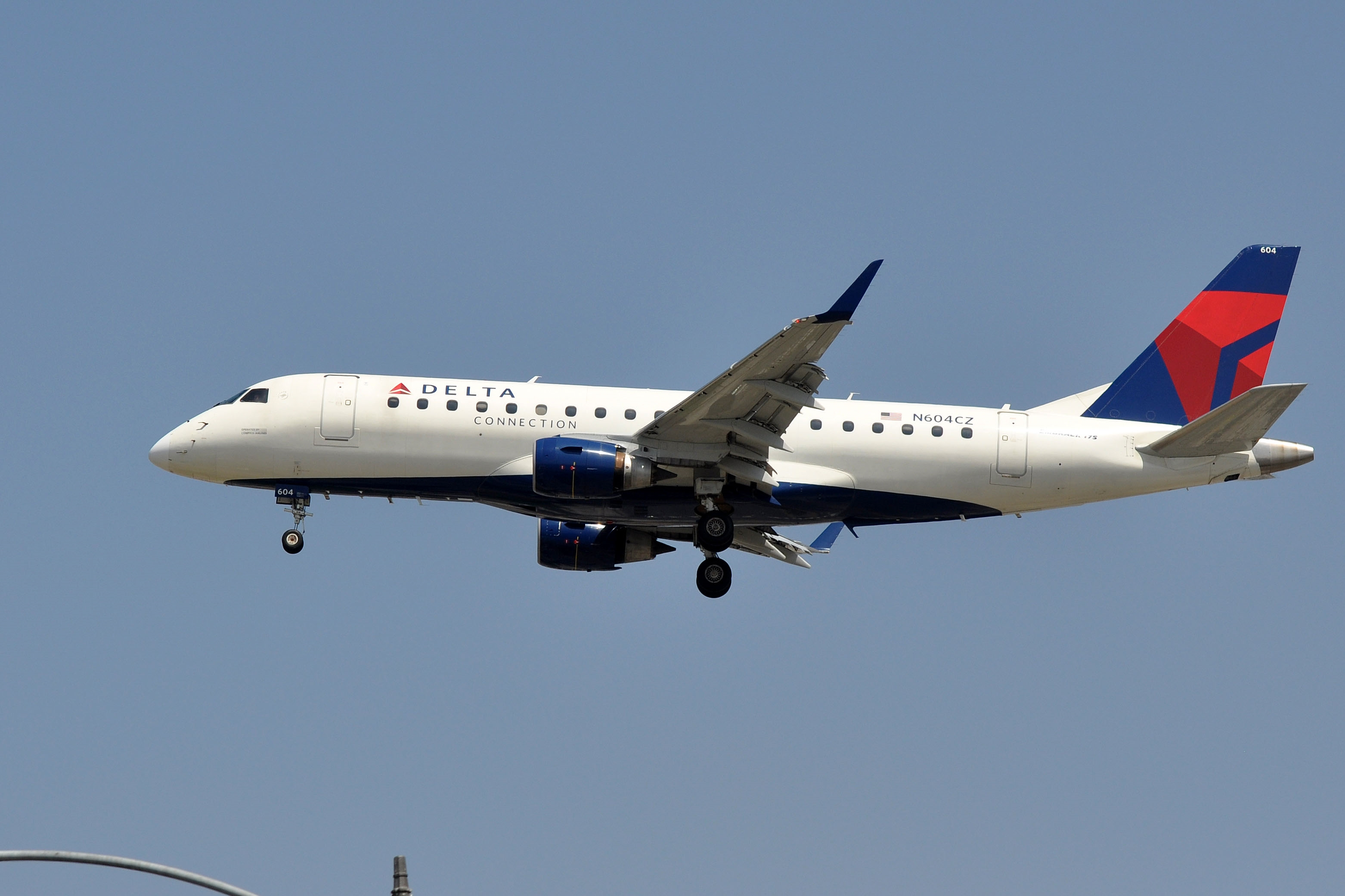
Embraer de Compass Airlines

Compass Airlines (code AITA : CP ; code OACI : CPZ) est une compagnie aérienne régionale américaine, filiale de Trans States Holdings. Elle exploitait des vols pour le compte de Delta Air Lines et American Airlines. Conséquence de la crise de la Covid, elle a cessé l’ensemble de ses activités le 5 avril 2020.

## Flotte
Au mois de mars 2018, Compass Airlines exploite les appareils suivants :
| Appareils       | En service | Commandes | Passagers | Passagers | Passagers | Passagers | Notes                        |
| Appareils       | En service | Commandes | F         | EC        | Y         | Total     | Notes                        |
| --------------- | ---------- | --------- | --------- | --------- | --------- | --------- | ---------------------------- |
| Embraer 175     | 36         | —         | 12        | 20        | 44        | 76        | Opérés pour Delta Connection |
| Embraer E-175LR | 20         | —         | 12        | 20        | 44        | 76        | Opérés pour American Eagle   |
| Total           | 56         | 0         |           |           |           |           |                              |